# Collegio di Mid Dunbartonshire
Mid Dunbartonshire è un collegio elettorale scozzese della Camera dei comuni del Parlamento del Regno Unito. Elegge un membro del Parlamento con il sistema first-past-the-post, ossia maggioritario a turno unico; rappresentante del collegio, dal 2024, è la liberal democratica Susan Murray.

## Estensione
Il collegio comprende i seguenti ward del Dunbartonshire Orientale:
- Bearsden North, Bearsden South, Bishopbriggs South e Milngavie provengono dall'ex collegio di East Dunbartonshire;
- piccole parti dei ward di Bishopbriggs North and Campsie, Kirkintilloch East and North and Twechar e Lenzie and Kirkintilloch South provengono dall'ex collegio di Cumbernauld, Kilsyth and Kirkintilloch East;
- parte del ward di Bishopbriggs South proviene dal collegio di Glasgow North East.

## Membri del parlamento
| Elezione | Elezione | Deputato     | Partito |
| -------- | -------- | ------------ | ------- |
|          | 2024     | Susan Murray | Lib Dem |

## Risultati elettorali

### Elezioni negli anni 2020
| Partito                    | Partito                                    | Candidato                  | Risultati 4 luglio 2024 | Risultati 4 luglio 2024 |
| Partito                    | Partito                                    | Candidato                  | Voti                    | %                       |
| -------------------------- | ------------------------------------------ | -------------------------- | ----------------------- | ----------------------- |
|                            | Lib Dem                                    | Susan Murray               | 22 349                  | 42,38                   |
|                            | SNP                                        | Amy Callaghan              | 12 676                  | 24,04                   |
|                            | Laburista                                  | Lorna Dougall              | 10 993                  | 20,84                   |
|                            | Conservatore                               | Alix Mathieson             | 2 452                   | 4,65                    |
|                            | Reform UK                                  | David McNabb               | 2 099                   | 3,98                    |
|                            | Verde                                      | Carolynn Scrimgeour        | 1 720                   | 3,26                    |
|                            | Alba                                       | Ray James                  | 449                     | 0,85                    |
|                            |                                            |                            |                         |                         |
| Iscritti                   | Iscritti                                   | Iscritti                   | 73 596                  | 100,00                  |
| ↳ Votanti (% su iscritti)  | ↳ Votanti (% su iscritti)                  | ↳ Votanti (% su iscritti)  | 52 738                  | 71,66                   |
| ↳ Astenuti (% su iscritti) | ↳ Astenuti (% su iscritti)                 | ↳ Astenuti (% su iscritti) | 20 858                  | 28,34                   |
|                            |                                            |                            |                         |                         |
|                            | Esito: collegio a Lib Dem (nuovo collegio) |                            |                         |                         |